# Замък Валентино
Замъкът Валентино (на италиански: Castello del Valentino) е стара резиденция на Савойската династия и историческа сграда в град Торино, Северна Италия, разположена в едноименния парк Валентино на брега на река По.
Собственост е на Италианската държава от 1850 г. Впоследствие е дадена на Политехническия университет в Торино. Към 2023 г. там се намира седалището на Катедрата по архитектура и свързаните с нея бакалавърски и магистърски курсове.
От 1997 г. сградата е включена в Списъка на световното културно и природно  наследство като част от серийния обект на ЮНЕСКО Савойски кралски резиденции в Пиемонт.
През 1900 г. в замъка се провежда първият торински автосалон.

## История

### Произход на топонима
Името на сградата произлиза от топоним с несигурен произход. Първият градски документ, в който се появява топонимът Vallantinum, датира от 1275 г. и обозначава морфологията на заобикалящия го терен, която се характеризира с малка долина, където успоредно на река По тече поточе.
Други исторически източници идентифицират произхода на името със св. Валентин от Терни, чиито предполагаеми мощи са били съхранявани в малка църква, където към 2023 г. се намира сегашният парк. За да затвърдят хипотезата, някои изследвания твърдят, че в уникално преплитане на религиозна памет и светски живот обичаят да се празнува празника на влюбените се заражда именно в торинския речен парк, където на 14 февруари всяка година тогавашните благородници са участвали в галантно празненство, на което всяка дама е наричала своя рицар „Валентино“.

### Оригинална сграда
Има сведения от 16 век за първоначално съществуваща сграда. Те могат да бъдат проследени до наличието на крайградска благородническа „вила на насладите“, принадлежала на семейство Бираго. Ренато Бираго – благородник от Савойския двор продава вилата на херцог Емануил Филиберт Савойски (1528 – 1580), който я купува през 1564 г. Въпреки това през 1565 г. херцогът трябва да я продаде отново, за да финансира предстоящото строителство на Цитаделата на Торино и тя е купена от неговия ковчежник Джовани де Бросес. През 1570 г. херцогът я купува повторно по съвет на великия архитект Андреа Паладио и тя претърпява първото си значително разширение, завършено през 1578 г.
След смъртта на херцога през 1580 г. сградата е наследена от херцог Карл Емануил I Савойски (1562 – 1630), който три години по-късно я преотстъпва на Филипо I д'Есте. Хрониките от 1585 г. споменават Филипо като гост, който приветства сватбената процесия на самия Карл Емануил I, който пристига по реката в Торино със съпругата си Катерина Австрийска. През този период сградата е дом на благородническите фамилии Есте ди Сан Мартино, Сенмеран, Чиконя, Пачели и Калви, които също закупуват част от замъка.

### Мадам Кристина и първо пренареждане
Сградата, явно вдъхновена от архитектурата отвъд Алпите, дължи сегашната си форма на кралската мадам Мария Кристина Бурбон-Френска (1606 – 1663) – третата дъщеря на френския крал Анри IV и на втората му съпруга Мария де Медичи, и съпруга на херцог Виктор Амадей I Савойски. Тя получава замъка вероятно през 1620 г. като сватбен подарък от тъста си Карл Емануил I Савойски. Мадам Кристина, която скоро овдовява и трябва да поеме регентството на Савойското херцогство в труден исторически контекст на династични борби, поставя началото на дълъг период на пренареждане под ръководството първо на придворния архитект Карло ди Кастеламонте (1560 – 1641), а по-късно – на неговия син Амедео ди Кастеламонте (1618 – 1683).
Нейното намерение е да превърне сградата в maison de pleasance според френския вкус на времето. Първият сезон на декоративни интервенции, които засягат замъка, се отнася до апартамента на първия етаж, завършен между 1620 и 1621 г. Фризовете и сводовете на тези зали са украсени със стенописи и щукатури – дело на художници от Лугано като Изидоро Бианки (1581 – 1662) и синовете му Франческо и Помпео, Томазо Карлоне и Карло Соларо. Тези художници вдъхват живот на поетични изображения, съсредоточени върху алхимични и флореални теми по идея на граф Филипо Сан Мартино д'Алие (1604 – 1667) – приятел и довереник на Кристина Френска. Френските в Почетния салон са дело на Изидоро Бианки и са върху исторически теми, които подчертават тясната връзка на Савойския двор с Кралство Франция. Мадам Кристина обича да пребивава за дълги периоди в резиденцията Валентино.
Новите зали, появили се вследствие на тази първа фаза на работа, са: Зелената стая, Розовата стая, Стаята на зодиака, Стаята на раждането на цветята, Стаята на лилиите и Позлатения кабинет на цветята.

### Второ пренареждане и превръщане в замък
Декоративните работи по замъка Валентино са възобновени през 1642 г., в края на драматичния конфликт между регентката на Савойското херцогство Кристина Френска и происпанските ѝ девери – принцът на Кариняно Томас Франциск Савойски и брат му кардинал Маврикий Савойски. С второто и важно преустройство от 1645 г. към резиденцията са добавени три предни павилиона, свързани с два странични ръкава на терасовидни портици, които завършват с полукръгла екседра, ограничаваща големия благороднически двор.
Интериорите също са разширени и резултатът от тази втора интервенция са следните стаи: Военната стая, Магазинната стая, Стаята на великолепията, Стаята за лов, Стаята за тържества и Кабинетът на подвизите на Херкулес.

### Трето пренареждане
В началото на 60-те години на 17 век екстериорът на двореца към двора е променен с добавяне на фалшив втори етаж, използван за частично прикриване на стръмния покрив с навес по френски маниер. Изграден е и новият външен фронтон, където е поставена възпоменателна плоча в памет на дворцовия ректор Емануеле Тезауро (1592 – 1675). Известният учен очертава и риторичните теми, с които се характеризира декорацията на новите вътрешни помещения на първия етаж, които трябва да бъдат създадени по желание на Кристина Френска. За новия цикъл от декорации в Торино отново са извикани художниците от Лугано от семейство Бианки. Те създават богатите гипсови делители, за което решаваща роля играят и Алесандро и Карло Касела, Бернардино Куадри, Елия Кастели и Джован Лука Корбелино. Реализацията на стенописите е поверена на художници като Джовани Паоло и Джовани Антонио Реки.
Дворът на замъка от 1713 г. е приспособен за университетска ботаническа градина.

### Замъкът Валентино през 19 век и нови начини за неговото използване
С разширяването на града Замъкът Валентино е включен в градската тъкан и се превръща в характерен елемент на цялата прилежаща зона, макар и заобиколен от големите тревни площи на околния парк със същото име, който през 1855 г. е изцяло преработен чрез международен конкурс, спечелен от Жан-Батист Кетман.
През втората половина на 19 век, подобно на други савойски резиденции, замъкът придобива военна функция. По време на френското господство Правителствен акт от 19 декември 1805 г. постановява цялата структура да бъде дадена на Кралската армия, която създава там, макар и за кратко, артилерийския и кавалерийски корпус и първата Ветеринарна школа в града. Следи от това кратко предназначение остават в украсата на входовете на югоизточния павилион, първоначално позволяващ достъп до терасата, която свързва западния павилион.
С Реставрацията Савойците утвърждават военното използване на резиденцията: през 1824 г. там са разположени два лекоартилерийски батальона, а от 1831 г. сградата става седалище на новосъздадения корпус Понтиери дел Дженио, който споделя използването на кралските апартаменти с Кралската селскостопанска и търговска камара.
Частичното военно ползване, потвърдено и от прехвърлянето на собствеността върху сградата от короната към държавата през 1850 г., продължава до 1857 г. Тогава, предвид 6-тото Национално изложение на индустриалните продукти през следващата година, Министърът на финансите Камило Бенсо ди Кавур възлага задачата за реконструкцията на сградата на архитектите Доменико Фери и Луиджи Тонта. Целта е цялостната трансформация на помещенията на замъка и на страничните му ръкави. Те запазват вътрешните планове от този период и могат да се видят и към 2021 г.

### Замъкът Валентино между 19 и 20 век
Между 1862 и 1866 г. сградата е преустроена отново и във връзка с второто преустройство на околния парк са разрушени предният полукръг и централният павилион, за да се направи място за нова порта. Тя оставя вътрешния двор отворен за погледа и той е покрит с декоративен калдъръм.
През 1864 г. сградата става седалище на Кралския индустриален музей, а през 1880 г. е завършен южният ръкав, в който се помещават хидравличните лаборатории на Кралската приложна инженерна школа. През 1906 г. школата и музеят се обединяват, което води до създаването на Кралския политехнически университет в Торино.
През Втората световна война сградата е повредена от бомбардировките от есента на 1942 и лятото на 1943 г., които нанасят сериозни щети на покрива. Те нанасят вреди и на също таваните и стенописната мазилка на някои вътрешни помещения, които обаче са своевременно възстановени в началото от 1945 г.

### Замъкът Валентино през 20 – 21 век
От края на 1940-те години сградата, собственост на Политехническия университет в Торино, е седалище на бакалавърските и магистърски курсове на Катедрата по архитектура. От 1997 г. сградата е вписана в Списъка на ЮНЕСКО за световно културно и природно наследство.
Предмет на скорошни реставрации, които възстановяват оригиналния цвят на екстериора, замъкът е върнат към стария си блясък. На 12 май 2007 г. отваря врати Залата на Зодиака. Другите зали на първия етаж, в които се намират офисите на Директората на Катедрата по архитектура и дизайн на Политехническия университет, също могат да бъдат посетени.
По време на XX Зимни олимпийски игри от 10 до 26 февруари 2006 г. дворът пред замъка е използван като седалище на Casa Italia (италианските отбори).
През 2015 г. Замъкът Валентино е началото на основен градоустройството полюс, наречен Ос на По. Проектът е замислен като „открито пространство“ за града и гражданите, както и като културен проект.
На 7 февруари 2018 г. за обществеността е отворен параклисът – дело на Амедео ди Кастеламонте от 17 век. Той е зазидан в началото на 20 век и преоткрит по време на последните реставрационни дейности по сградата.

## Архитектура

### Външна архитектура
Сградата е в класическия стил, характерен за епохата на барока, макар и със силно френско влияние, въпреки че сегашният ѝ вид е резултат от безбройните промени, извършени през вековете.
Площта на замъка е около един хектар, от които сградата му заема над 8000 квадратни метра. Тя се разгръща в симетричен U-образен план, който включва обширен вътрешен калдъръмен двор, граничещ с монументалната порта от западната страна. Основните фасади, обърнати към западната страна към Торино, се характеризират с гиспова облицовка и светла мазилка. Централната фасада има правилни четириъгълни прозорци, увенчани с неокласически тимпани, а в центъра се намира главният вход, подчертан от портик, увенчан от ложа, като и двата са белязани от три кръгли арки. Страничните проспекти на свързващите ръкави към павилионите имат сходни проспетки, както и страничната конструкция, разположена на юг, наречена Канал за хидравлични експерименти.
Основната и най-стара структура се състои от основната сграда, обърната към източната страна, на кратко разстояние от река По и директно излизаща на бул. Вирджилио – основният пешеходен маршрут на Парк Валентино. Източната фасада се характеризира с открита тухлена облицовка и двойно монументално стълбище, чиито рампи се спускат от издадения централен модул. Сградата има общо пет надземни етажа за ъгловите павилиони, три за междинния корпус на сградата и южния ръкав и само два за страничните крила, свързващи двата предни павилиона от западната страна. Две редици капандури, присъстващи на терена, всъщност симулират наличието на фалшив тавански етаж – техническо и естетическо средство, което позволява да се смекчи вече подчертания наклон на покрива от шистови плочи със силно френско влияние.

### Вътрешна архитектура

#### Партер

##### Зала на колоните
Залата на колоните (Sala delle colonne) има шест големи колони, подобни на тези на външния портик. В горната си част има овални ниши, декорирани с бели щукатури, в които се намират осем бюста на римски императори – част от савойската колекция от антични статуи. Залата е атриум от 16 век, минаващ между реката и града, първоначално отворен към хълма – посредник между рампите, водещи към река По и атриума, където по голямо стълбище се достига до белетажа.

#### Първи белетаж[9]

##### Почетен салон
Център на белетажа, Почетният салон (Salone d'onore) е декориран от творци от Лугано, рисуващи върху стените на монументалните вити колони, подпиращи балкон, украсен със статуи. Представените сцени са избрани от дворцовия ректор Емануеле Тезауро и от граф Филипо д'Алие. Епизодите, представени в обяснителните плочи, прославят военното достойнство на Савойската династия, подчертавайки връзката ѝ с Кралство Франция. На стените има две възпоменателни плочи в памет на студентите на Приложната инженерна школа, паднали в Първата световна война.

##### Зелена стая
Името ѝ Зелена стая (Stanza verde) идва от тапицерията на зелен фон със златни цветя, който още през 1644 г. документира наличието на зелен цвят, който със своя светло и тъмнозелени тоналности символизира смъртта на героя и неговото възраждане – тема на историите на Хиацинт, Прометей, Пирам и Фисба, и Аякс, представени на картините на свода. В центъра на свода е изобразен Триумфът на Флора чрез предлагането на града на Кристина Френска. Тази фреска заедно с монограмите на херцогинята и на херцога Виктор Амадей в ъглите на рамката загатват за смъртта на херцога през 1637 г. и за проблемите на първото регентство (това на Кристина).

##### Зала на розите
Единствената стая, чийто връх на купола е положен върху кръгъл тимпан, Залата на розите (Stanza delle rose) е декорирана с позлатени щукатури, които възпроизвеждат мотива на Савойската роза и на Кипър (през 1632 г. на херцога е дадена титлата „Крал на Кипър“). В центъра на купола е изображението от 19 век на Славата, която държи герба на Кралската мадам. Вратите са направени през 19 век от скулптора Пиетро Изела по проект на Доменико Фери, който е създател и на бюстовете на Емануил Филиберт на южната порта, Маргарита Валоа на северната порта и Мария Жана Батиста – на западната порта.

##### Стая на Зодиака
Стаята на зодиака (Stanza dello zodiaco) е обърната към река По и е дело на Изидоро Бианки от Лугано и на неговите сътрудници. В центъра на купола творците се позовават на Метаморфозите на Овидий в представянето си на Времето, което коронясва По, до което има пути, символизиращи деня и нощта. Гипсовата декорация загатва за потока на времето, както и фреските с алегорични репрезентации на Аврора, Слънцето, Изида и Нощта в четирите посоки на света, и на сезоните в четирите ъгъла. Куполът е модифициран отчасти през 19 век, когато Доменико Фери извайва дизайна на фризаа, на който до изображенията на зодиака стоят портретите на савойските херцози и херцогини.

##### Стая на раждането на цветята или на Валентино
Стаята на Валентино (Stanza del Valentino) е първото дело на Бианки. Линиите от позлатен гипс, които декорират свода, представят в по-долните си нива всички декоративни елементи, използвани впоследствие в другите зали. На централната фреска на свода е изобразена Кристина Френска като Флора, която раздава цветя пред замъка. До нея са Кентавърът Хирон, Аполон и музите. По стените на лентата с фрески са изобразени пути, дистилиращи парфюми. Мебелировката и бюстът на известния химик и преподавател Алфонсо Коса напомнят за периода, в който там се е помещавала Кралската приложна инженерна школа.

##### Стая на лилиите
Стаята на лилиите (Stanza dei Gigli) е в резултат на дейностите, извършени през 1858 г. по случай Универсалното изложение в Торино, както и на последвалите работи след бомбардировките през Втората световна война. Носи името си от хералдическия мотив на френската лилия – символ на Кристина Френска. На линия с фрески са показани играещи пути, преплитащи лилии, с надписи на италиански и френски. На стените има тапети – резултат на декоративен проект от началото на 20 век.

##### Позлатен кабинет на цветята
Позлатеният кабинет (Gabinetto dei Fiori indorato) е първата връзка между южния апартамент и терасата, свързваща павильоните към реката и към града. Той е с различна от тази на останалите стаи декорация. Щукатурите създават едно пространство от тавана и стените, преплитайки растения, рози и цветя. На стените има осем вградени в стените огледала, които са документирани още през 1644 г. Подовата настилка от оригинална теракота рисува измислени квадратчета в преспектива.

##### Стая на войната
Стаята на войната (Stanza della Guerra) е украсена с цел обучение на младия престолонаследник Карл Емануил във военното изкуство. Тя е декорирана с кръгове от бял гипс и с фрески, възхваляващи баща му Виктор Амадей I. В центъра на купола е представена Победата, коронясвана от Славата, със стоящият до нея Гений на историята. Под купола има фрески с военни сцени.

##### Стая на магазина
В Стаята на магазина (Stanza del Negozio) ангели, пути и атланти от бял гипс – дело на Алесандро Казела обграждат сцени, които учат младия принц на изкуството на преговорите с европейските суверени и със султаните. Централната фреска – дело на Реки загатва за Мира, който е основен за общественото щастие.

##### Стая на Величието
Стаята на величието (Stanza della Magnificienza) възхвалява суверена. Тя е украсена с щукатури, които рамкират 12 картини на свода с изображения на монументални сгради (Херцогският дворец на Пиаца Кастело, църквата „Св. Мария“ на Хълма на капуцините, Квартал По и др.) и на градове, свързани с поръчителството на Карл Амадей I, Виктор Амадей I и Кристина Френска. Вратите са маркирани от две вити колони.

##### Стая на лова
Сводът на стаята на лова (Stanza della Caccia) е украсен от една единствена фреска с изображение на богинята на лова Диана сред нимфите след лов. Под свода има гипсови фигури на диви животни, на които в горната част на стените са посветени изображенията на лов на сърна, мечка, дива свиня и елен.

##### Стая на празниците и великолепията
Стаята (Stanza delle Feste e dei Fasti) е последната стая на Северния апартамент, гледащ към Торино. Загубва голяма част от оригиналните си фрески и запазва само една картина, изобразяваща обществен празник пред Палацо Мадама. Декорирана след смъртта на Кристина Френска (1663), изобразява в голямата кръгла фреска на свода прославянето на величието на суверена, комуто изкуствата и науките дават вечна слава. Женското изображение е вероятно посмъртен портрет на Кристина.

##### Кабинет на Херкулес
Кабинетът на Херкулес (Gabinetto di Ercole) е украсен от сложна поредица щукатури. Той представлява оригинално свързване на апартамента с терасата, гледаща към двора и северната част на палата (Ботаническа градина в първите десетилетия на 18 век). На свода в правоъгълни рамки са представени подвизите на Херкулес с Немейския лъв, Критския бик, Улавянето на Цербер и Лернейската хидра.

## Снимки на замъка
- Изглед
- Изглед
- Кулата
- Детайли от фасадата
- Лицето на замъка към река По
- Изглед от 2006 година
- паркът Валентино